# سوزي باركر
سوزي باركر (بالإنجليزية: Suzy Parker)‏ (ولدت سيسيليا آن ريني باركر؛ 28 أكتوبر 1932 - 3 مايو 2003) عارضة أزياء وممثلة أميركية ناشطة من عام 1947 إلى أوائل عقد 1960، وصلت مسيرتها في عروض الأزياء إلى ذروتها خلال الخمسينات، عندما ظهرت على غلاف عشرات المجلات والإعلانات ومشاركتها في الأدوار السينمائية والتلفزيونية .

## روابط خارجية
- سوزي باركر على موقع IMDb (الإنجليزية)
- سوزي باركر على موقع ألو سيني (الفرنسية)
- سوزي باركر على موقع تيرنر كلاسيك موفيز (الإنجليزية)
- سوزي باركر على موقع أول موفي (الإنجليزية)
- سوزي باركر على موقع قاعدة بيانات الأفلام السويدية (السويدية)
- سوزي باركر على موقع إن إن دي بي (الإنجليزية)
- سوزي باركر على موقع ديسكوغز (الإنجليزية)
- سوزي باركر على موقع قاعدة بيانات الفيلم (الإنجليزية)
- سوزي باركر على موقع كينوبويسك (الروسية)
- Suzy Parker at The Fashion Insider
- Suzy Parker: Original Supermodel—slideshow by Life magazine